# Alonopsis fitzpatricki
Alonopsis fitzpatricki är en kräftdjursart som beskrevs av Chien. Alonopsis fitzpatricki ingår i släktet Alonopsis och familjen Chydoridae. Inga underarter finns listade i Catalogue of Life.